# Miksotrofija
Miksotrofija je sposobnost organizmov, da se prilagajajo in spreminjajo način prehranjevanja iz avtotrofnega v heterotrofnega in obratno, zaradi sprememb v okolju.
Primer prilagajanja so bičkarji, ki ob pomanjkanju svetlobe postanejo heterotrofni, na svetlobi, pa so sposobni izvajati fotosintezo, torej so avtotrofni.